# Jurbise
Jurbise är en kommun i Belgien.   Den ligger i provinsen Hainaut och regionen Vallonien, i den centrala delen av landet, 50 km sydväst om huvudstaden Bryssel. Antalet invånare är 10 031.
Runt Jurbise är det i huvudsak tätbebyggt. Runt Jurbise är det tätbefolkat, med 613 invånare per kvadratkilometer.